# 激愛 (KAI FIVEの曲)
「激愛」（パッション）は、1993年10月21日リリースされた、KAI FIVE5枚目で最後のシングル。本作リリース後、KAI FIVEが無期限活動休止されたことから、タイトル曲・カップリング曲ともアルバム未収録状態が続いている。

## 収録曲
- 全作詞・作曲：甲斐よしひろ

1. 激愛（パッション）
編曲：星勝
テレビ東京系『徳光のTVコロンブス』エンディング・テーマ
2. 君がはいってくる時
編曲：増田隆宣